# Hugo Mittenzweig
Hugo Mittenzweig (* 20. Dezember 1839 in Oranienburg; † 6. November 1904 in Steglitz) war ein deutscher Mediziner, der als Gerichtsarzt der Stadt Berlin wirkte.

## Werdegang
Friedrich August Hugo Mittenzweig wurde als Sohn des Kreiswundarztes August Mittenzweig und seine Ehefrau Wilhelmine, geb. Engfer, geboren. Nach der Schulzeit am Gymnasium Neuruppin und am Joachimsthalschen Gymnasium in Berlin studierte er Medizin an der Kaiser-Wilhelm-Akademie in Berlin und der Universität Greifswald, wo er 1863 zum Dr. med. promoviert wurde.
Am 3. Juli 1864 wurde er als praktischer Arzt, Wundarzt und Geburtshelfer vereidigt. Danach praktizierte er unter anderem als Kreis-Wundarzt in Luckenwalde, Remscheid und Duisburg, sowie nach 1886 als Gerichtsarzt der Stadt Berlin.

## Publizist
Von 1888 bis 1897 gehörte Hugo Mittenzweig gemeinsam mit Otto Rapmund  und Wilhelm Sander zu den ersten Herausgebern und Schriftleitern der im Berliner Verlag „Fischer’s med. Buchhandlung von H. Kornfeld“ erschienenen Zeitschrift für Medicinalbeamte, heute Das Gesundheitswesen.

## Familie
Mittenzweig war verheiratet mit Adela, geborene Levy. Die gemeinsame Tochter Gabriele war verheiratet mit Albrecht von Rechenberg, von 1906 bis 1912 Gouverneur von Deutsch-Ostafrika.

## Veröffentlichungen
- Hugo Mittenzweig: Leitfaden für gerichtliche Obduktionen: ausgearbeitet auf Grund des Regulativs vom 13. Februar 1875. Hirschwald Verlag Berlin 1878
- Hugo Mittenzweig: Die Bakterien-Aetiologie der Infections-Krankheiten. Hirschwald Verlag Berlin 1886